# Thielaviopsis basicola
Thielaviopsis basicola is een schimmelsoort uit de familie Ceratocystidaceae.
Het is een plantenpathogeen waarvan de chlamydosporen in de bodem overleven. De schimmel tast het wortelstelsel aan. Dat resulteert in bruine tot zwarte plaatselijke verkleuring van de wortels en het afremmen van de plantengroei. Bij sterke aantasting kan de wortel en de plant zelf afsterven. De schimmel is polyfaag en kan vele plantensoorten aantasten, waaronder wortels, tabaksplanten, katoenplanten en sierplanten als Cyclamen persicum.